# 헬레이저 6
《헬레이저 6》(영어: Hellraiser: Hellseeker, 혹은 영어: Hellraiser VI: Hellseeker)은 미국과 캐나다에서 제작된 릭 보타 감독의 2002년 초자연 공포 영화이다. 애슐리 로런스, 딘 윈터스, 더그 브래들리 등이 출연하였고, 마이클 레이히 등이 제작에 참여하였다. 《헬레이저》(1987)와 《헬레이저 2》(1988)의 주인공 커스티 코튼이 재등장하였다.
《헬레이저 7: 데더》(2005)로 이어진다.

## 줄거리
영화는 트레버가 교통 사고를 당하면서 시작된다. 조수석에 타고 있던 아내 커스티는 차가 다리 아래 강으로 떨어지면서 사망한 것으로 보이며 경찰은 커스티의 시체를 찾지 못한다.
한 달 뒤 트레버는 병원에서 깨어난다. 트레버는 자신이 살인 사건 유력 용의자라는 걸 알게 되고, 강력계 형사 기븐스와 랭이 번갈아 트레버를 찾는다. 뇌를 다쳐 기억이 온전치 않고 환상과 현실을 구분하지 못하는 가운데 친구 브렛이 트레버의 눈앞에서 자살한다.
경찰서로 불려온 트레버에게 랭 형사는 시체 신원을 확인해야 한다며 그를 지하로 데려간다. 여기에서 기븐스와 랭이 실은 머리가 둘인 한 마리의 괴생명체임이 드러난다. 도망친 트레버는 영안실로 들어가게 되고, 수술대 위에 놓인 시체를 확인하려는 찰나 시너바이트 핀헤드가 나타나 진실을 알려준다. 커스티는 살아 있고, 여러 여성과 바람을 피운 트레버는 커스티를 없애려고 커스티가 통곡의 배열을 다시 열게 만들었는데, 커스티는 끌려가는 대신 핀헤드에게 영혼 다섯을 바치기로 계약을 했고, 트레버의 불륜 상대 셋과 커스티의 재산을 노리고 음모에 동참했던 브렛을 죽였다는 것이다.
수술대 위에 놓인 몸이 커스티일 거라고 짐작하며 흰 천을 들춘 트레버는 자기 자신의 시체임을 확인하고 충격을 받는다. 트레버는 그동안 내내 이미 사망한 상태로 지옥 고성소에 있었고, 이렇게 과거를 다시 맞춰 나가는 과정 자체가 스스로의 진실을 보지 못하고 아내 커스티에게 불충하게 살아온 것에 대한 벌이었던 것이다. 커스티는 자신이 저지른 모든 살인을 트레버에게 뒤집어씌웠으며 운전 중에 그의 머리를 쏴서 차가 강으로 떨어지게 만들었고 이를 자살로 위장했던 것이다.
영화는 커스티가 홀로 강에서 빠져나온 뒤 현장을 수사하던 랭 형사가 차에서 찾아냈다며 커스티에게 통곡의 배열을 건네면서 끝이 난다.

## 출연진
- 애슐리 로런스 - 커스티 코튼 역
- 더그 브래들리 - 핀헤드 역
- 딘 윈터스 - 트레버 구든 역
- 윌리엄 S. 테일러 - 마이클 랭 형사 역
- 마이클 로저스 - 기븐스 형사 역
- 레이철 헤이워드 - 앨리슨 도머 의사 역
- 트레버 화이트 - 브렛 역
- 세라제인 레드먼드 - 궨 스티븐스 역
- 조디 톰프슨 - 토니 역

## 기타 제작진
- 배역: 블레어 로
- 미술: 트로이 핸슨
- 특수 분장: 게리 J. 터니클리프
- 특수 효과: 제이미슨 고에이